# فريغ

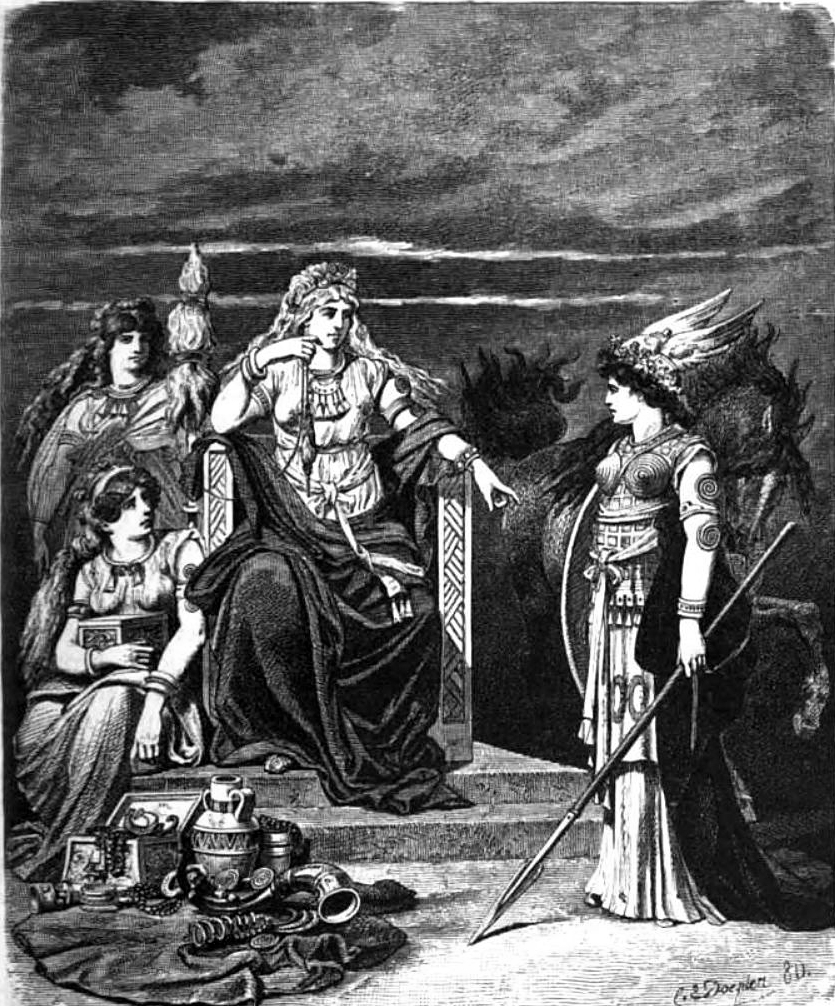
فريغ تجلس على العرش وتواجه الإلهة غنا، وقربها إلهتان أحدهما الإلهة فولا وهي تحمل صندوقا خشبيا. رسم بريشة كارل إميل دوبلر عام 1882.

فريغ (Frigg من النوردية القديمة، Frija من الألمانية العليا القديمة، Frea باللومباردية، Frige بالإنجليزية القديمة) هي إلهة في الأساطير الاسكاندنافية. وصفت في جميع المصادر تقريبا بأنها زوجة الإله أودين. ترتبط أيضًا بالإلهة فولا في المصادر الألمانية القديمة والمصادر النوردية القديمة. يحمل اسم يوم الجمعة باللغة الإنجليزية Friday اسمها.
ارتبطت فريغ بعلم الغيب والحكمة في الميثولوجيا الإسكندنافية. وهي زوجة الإله أودين وتسكن في قاعات فينسالير، وترتبط بالإلهات فولا ولوفن وهلين وغنا، وترتبط أحيانا بالأرض، على أن الأرض تجسد بكيان منفصل هو يورد Jörð (الأرض بالنوردية القديمة). ويشمل أبناء فريغ من أودين الإله بالدر. اقترح العلماء وجود صلة بينها وبين الإلهة فريا بسبب تداخل موضوعات الإلهتين بشكل كبير.
استمر ذكر فريغ في الفولكلور الاسكندنافي بعد التنصير. وفي العصر الحديث، ظهرت فريغ في الثقافة الشعبية الحديثة، وقد كان موضوع العديد من الأعمال الفنية، وتلقى تبجيل في الحركات الوثنية الجرمانية الجديدة.

## أصل الكلمة
ترجع أسماء الإلهة فريغ في أغلب الثقافات الألمانية من أصل واحد، حيث تنحدر من الاسم المؤنث فرياز frijaz من الألمانية الأولى. تنحدر فرياز من نفس المصدر (اللغاتي الهندو أوروبية الأولى) من الاسم السنسكريتي المؤنث بريا والاسم المؤنث من الأفستا فريا (كلاهما يعني «العزيزة أو الحبيبة»). في الفترة الحديثة، تُوضع أحيانا لاحقة -a للدلالة على الأنوثة، وتتم تهجئتها أحيانا باسم فريغا Frigga. هذا التهجئة تستخدم أيضا لتتميز عن الكلمة الإنجليزية frig. 
هناك ارتباط محتمل مع التعريف المبكر للإلهة فريا مع فريغ في الفترة الجرمانية البدائية وهو موضوع لمناقشات لعلمية عديدة.  لا يظهر اسم فريا كثيرا خارج الدول الاسكندنافية مثل مجموعة آلهة الفانير التي تنتمي إليها فريا، على النقيض من اسم فريغ التي تظهر كإلهة مشتركة بين الشعوب الجرمانية. لا توجد أدلة لوجود آلهة ألمانية شائعة ينحدر منها اسم فريا بالنوردية القديمة، لكن العلماء علّقوا على أن هذا قد يرجع ببساطة إلى ندرة المصادر التي بقت من تلك الفترة. 
يعلق الباحث على فرضية المنشأ اسم فريغ وفريا الشائعة بأن «المشكلة تكمن في تحديد ما إذا كانت فريغ أو فريا إلهة واحدة أصلاً، أكثر من ذلك بسبب قلة إشارات عصر ما قبل الفايكينج إلى الآلهة الجرمانية، وكذلك إلى تنوع المصادر. وأفضل ما يمكن القيام به هو القيام بجمع الحجج المؤيدة لهويتها والمضادة لها، ومعرفة مدى إمكانية دعم كل منها».
يأتي اسم يوم الجمعة باللغة الإنجليزية Friday من الإنجليزية القديمة Frīġedæġ، أي «يوم فريغ». وهو مقارب ليوم الجمعة frîatac من الألمانية العليا القديمة.  تشير عدة أسماء لأماكن إلى فريغ في النرويج والسويد، رغم أن اسمها غائب تماما في أسماء الأماكن المسجلة في الدنمارك.